# ヴィオラフォン
ヴィオラフォン(ViolaFon)は、和音を弓で弾く事ができる弓奏楽器である。ヴァイオリンのように単音を弾くことも可能である。
構造がエレクトリック・ギターに近く、演奏方法およびアンプ、エフェクター等の機材は、エレクトリック・ギターのものを応用できる。

## 歴史
- 2010年、日本人発明家堀慶史によって発明された。日本において特許取得がされている。
- 2011年4月にドイツフランクフルトで開催されたミュージックメッセ(楽器見本市 ドイツ名 Musikmesse 2011 Frankfurt)に出品。
- 2016年6月 ONE OK ROCKのUSツアーにて、楽曲「Hard To Love」でRyotaがViolaFonの演奏を披露する。
- 2017年2月から2018年4月までの間、ONE OK ROCKの日米のAmbitionsツアーにおいて、楽曲「Wherever you are」でRyotaがViolaFonを演奏。

## 使用アーティスト
- ONE OK ROCK のベース Ryota
- コルピクラーニのボーカル・ギター、ヨンネ・ヤルヴェラ( Jonne Järvelä )
- UNNATURALのボーカル・ギター、ITSUKA